# مایکل هویی
مایکل هویی (انگلیسی: Michael Hui؛ زادهٔ ۳ سپتامبر ۱۹۴۲) کارگردان فیلم، فیلم‌نامه‌نویس، کمدین و بازیگر اهل هنگ کنگ است.
از فیلم‌ها یا برنامه‌های تلویزیونی که وی در آن نقش داشته‌است، می‌توان به مسیر کاننبال، جعبه چینی، لله‌های اجباری، و کارآگاهان خصوصی اشاره کرد.